# Вооружённые силы Непала
Вооружённые силы Непала (непальск. नेपाली सेना, также Королевская Армия Непала) — вооружённые силы государства Непал.

## Структура
- Армия Непала

- Сухопутная армия
  - Восемь дивизий:

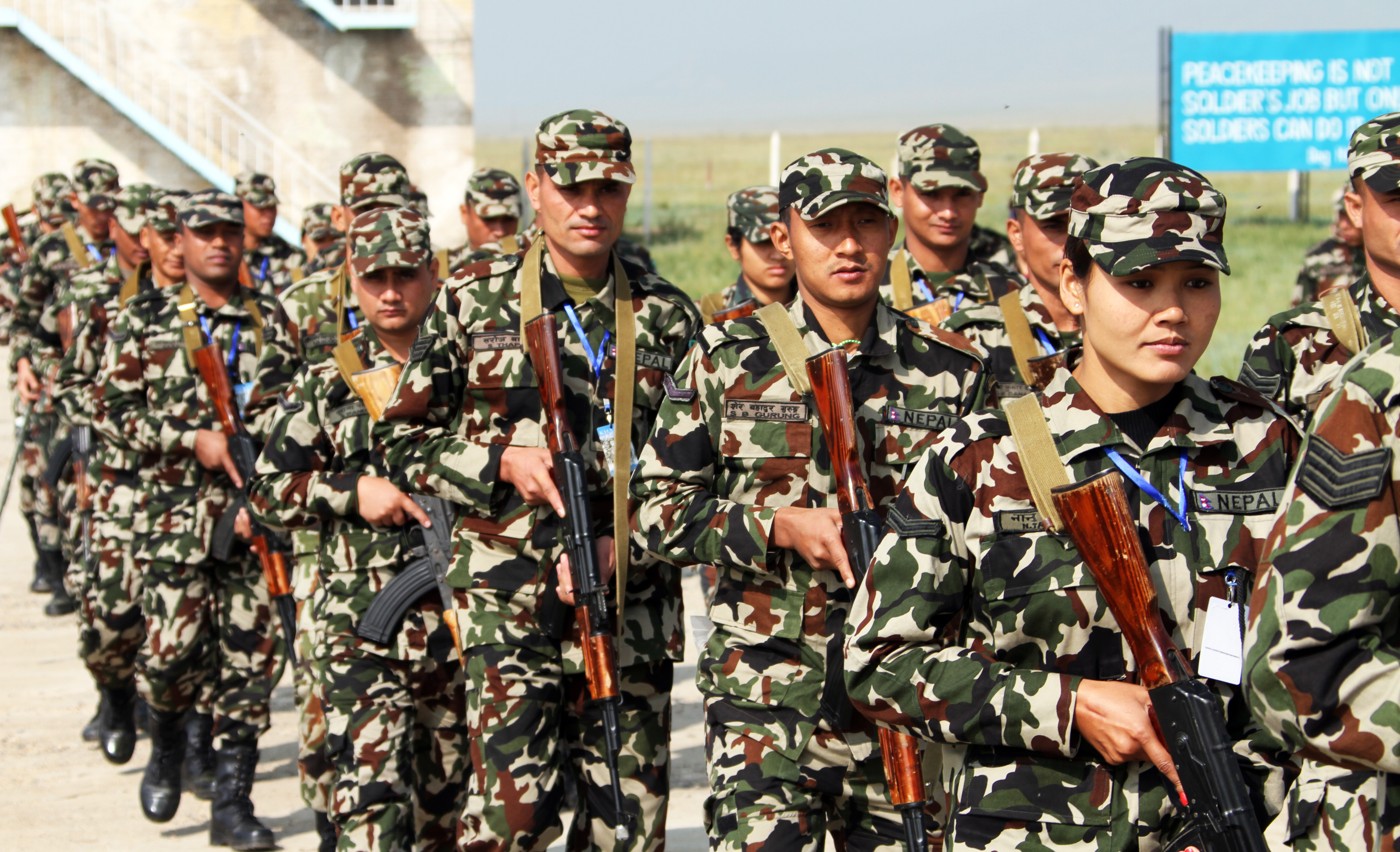
Непалькие солдаты

  - Кроме того, есть по крайней мере 7 соединений: бригада Спецназа, соединение безопасности, артиллерийская бригада, бригада связи, инженерная бригада, бригада ПВО.
- Непальское Армейское Воздушное сообщение[1]

Полиция
Специальные вооружённые полицейские силы — военизированные добровольческие силы внутренней безопасности

## История
Исторический форт, который находится на высоте 1450 метров над уровнем моря, находится в полуразрушенном состоянии из-за отсутствия охраны. Обветшалый форт окружен каменной стеной, поблизости есть четыре маленьких и больших туннеля.
Местные жители считают, что форт был построен во времена династии Сен Макаванпур до укрепления объединенного Непала.

## Вооружение и техника
| Тип                          | Производство   | Назначение                     | Количество | Примечания |         |
| Авиация                      | Авиация        | Авиация                        | Авиация    | Авиация    | Авиация |
| ---------------------------- | -------------- | ------------------------------ | ---------- | ---------- | ------- |
| Hawker Siddeley HS 748       | Великобритания | пассажирский самолёт           | 1          |            |         |
| Short SC.7 Skyvan            | Великобритания | пассажирский самолёт           | 2          |            |         |
| Britten-Norman BN-2 Islander | Великобритания | пассажирский самолёт           | 1          |            |         |
| CASA CN-235                  | Индия          | транспортный самолёт           | 1          |            |         |
| PZL M28                      | СССР           | многоцелевой самолёт           | 3          |            |         |
| Dhruv                        | Индия          | многоцелевой вертолёт          | 2          |            |         |
| HAL Lancer                   | Индия/ Франция | многоцелевой вертолёт          | 3          |            |         |
| Ми-17                        | СССР/ Россия   | многоцелевой вертолёт          | 5          |            |         |
| AgustaWestland AW139         | Италия         | многоцелевой вертолёт          | 2          |            |         |
| AS.332L Super Puma           | Франция        | многоцелевой вертолёт          | 2          |            |         |
| Bell 206L-3                  | США            | многоцелевой вертолёт          | 2          |            |         |
| AS.350B-2                    | Франция        | многоцелевой вертолёт          | 7          |            |         |
| SA.316B                      | Франция        | многоцелевой вертолёт          | 2          |            |         |
| Бронетехника                 |                |                                |            |            |         |
| БТР-70                       | СССР           | бронетранспортёр               | 135        |            |         |
| Ferret Mk. 1/1               | Великобритания | боевая разведывательная машина | 40         |            |         |
| Артиллерия                   |                |                                |            |            |         |
| L118                         | Великобритания | буксируемая гаубица 105 мм     | 8          |            |         |
| OTO Melara Mod 56            | Италия         | буксируемая гаубица 105 мм     | 6          |            |         |

## Силы вооружённой полиции Непала

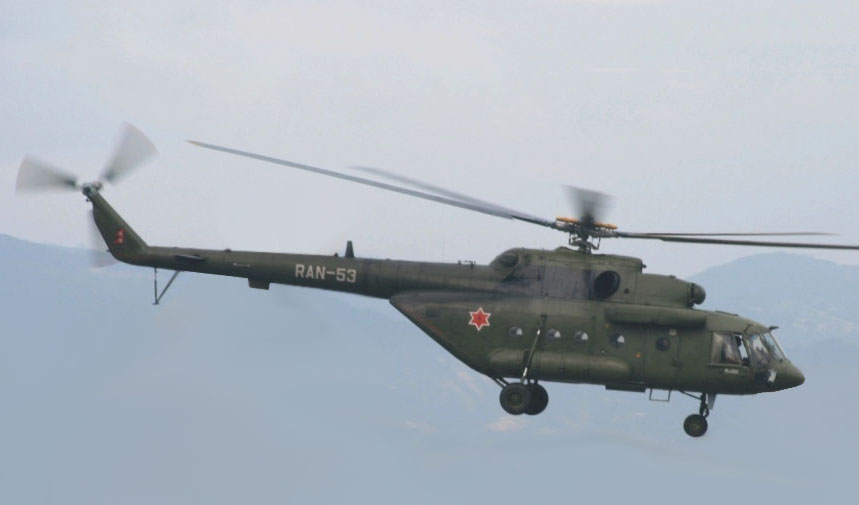
Ми-171 Армии Непала.

Силы Вооружённой полиции Непала являются военизированными сухопутными войсками, которой поставлена задача по борьбе с повстанцами в Непале. Она функционирует как полувоенное крыло, и занимает двойную роль как военного, так и правоохранительного органа. Служба является добровольной, а минимальный возраст призыва 18 лет. Первоначально основанная с реестром в 15000 сотрудников полиции, Вооружённые полицейские силы проецируются иметь корпус в 40.000 человек
В феврале 1996 года идеологическая Маоистская Коммунистическая партия Непала стала работать как Объединенный народный фронт. Последующее вооруженное сопротивление и преступная деятельность эскалации конфликта на почве короля Гьянендра легитимное правительство Непала рассматривало создание единого органа по борьбе с маоистами. Впоследствии Вооружённая полиция была основана 24 октября 2001 года
В настоящее время командование и управление организацией армии Непала изложено по протоколу Конституции 1990 года. Его постоянный Генеральный инспектор является начальником полиции Вооружённых сил, что эквивалентно в ранге на три звезды, генерала-лейтенант в армии Непала

## Международные операции
Личный состав вооружённых сил Непала принимает участие в миротворческих операциях ООН (потери Непала во всех операциях ООН с участием страны составили 94 человек погибшими).

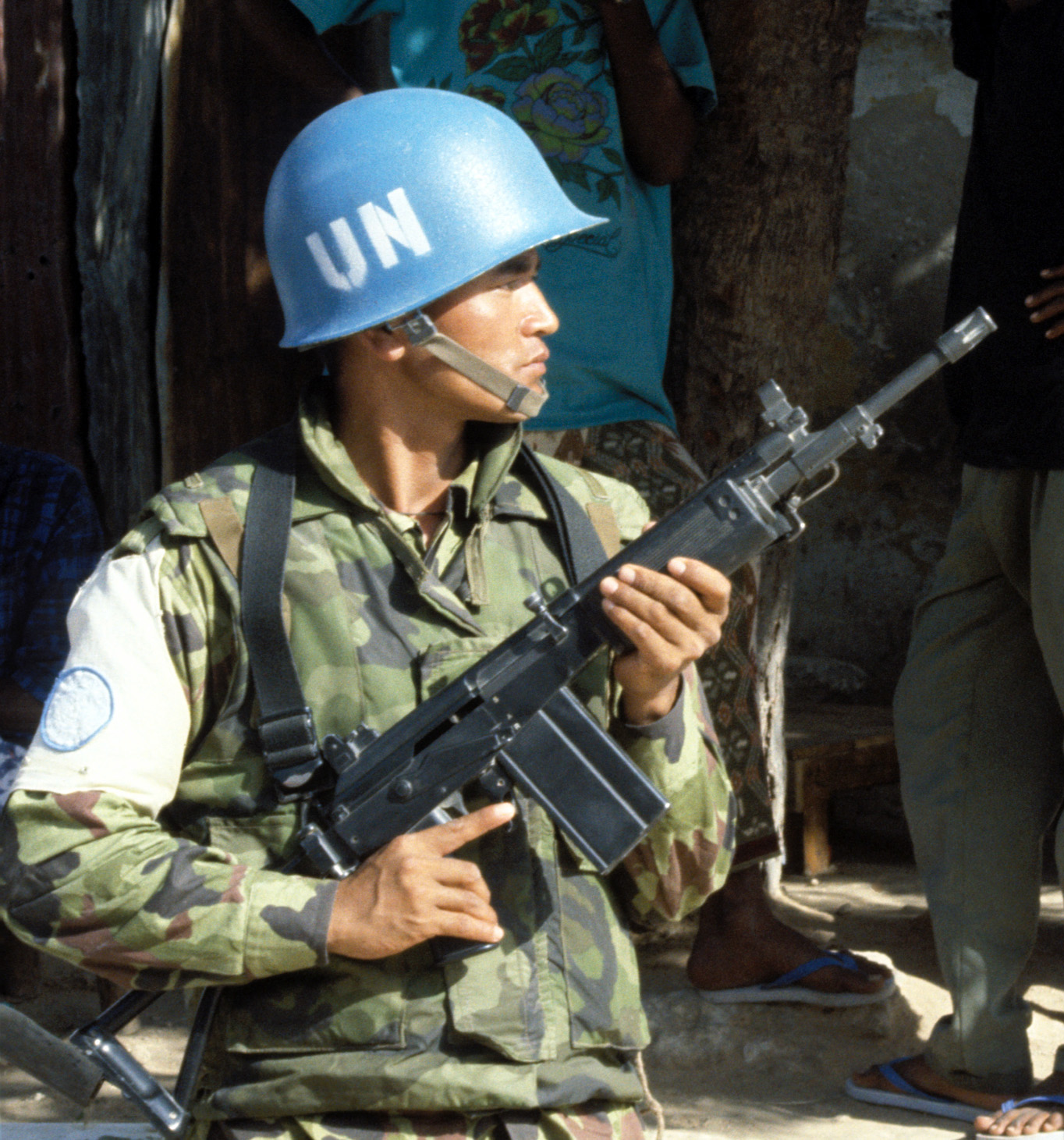
Непальский миротворец

- Миротворческая операция ООН в Сомали
- ЮНИФИЛ
- Миссия Организации Объединенных Наций на Гаити
- Миссия ООН в Сьерра-Леоне
- Миссия ООН в Судане
- UNDOF
- Многопрофильная комплексная миссия ООН по стабилизации в Мали[5]